# Лебухова
Лебухо́ва (укр. Лібухова), до 2016 года — Максимовка (укр. Максимівка) — село в Хыровской городской общине Самборского района Львовской области Украины.
Население по переписи 2001 года составляло 306 человек. Занимает площадь 2.39 км². Почтовый индекс — 82069. Телефонный код — 3238.

## История
В 1946 году указом ПВС УССР село Лебухова переименовано в Максимовку.
В 2016 году возвращено историческое название.